# ズォーダー
ズォーダーは、アニメ映画『さらば宇宙戦艦ヤマト 愛の戦士たち』（以下、『さらば』）、テレビアニメ『宇宙戦艦ヤマト2』（以下、『ヤマト2』）、『宇宙戦艦ヤマト2202 愛の戦士たち』（以下、『2202』）の登場人物。声優は小林修（『2202』以外）、手塚秀彰（『2202』）。

## キャラクター設定
白色彗星帝国ガトランチス（ガトランティス）の絶対的な立場にある大帝。最高幹部のサーベラーをはじめとする幹部たちを従え、自らを「全宇宙の絶対者、宇宙の法にして秩序」と語り、「生命ある者はその血の1滴まで自分のものである」と信じて疑わない尊大な人物。その一方、ガミラスの総統デスラーに対しては、武人としての実力と生への執念に敬意を払う一面もある。『ヤマト2』第15話では、サーベラーから「ズォーダー5世大帝」と呼ばれている。
太い眉毛と額から垂れた前髪がつながる特徴的な容貌をしているが、元々このデザインはガトランチスという、ズォーダーに影のように付き従う人物のものであった。当初のデザインは禿頭に顎鬚を蓄えた容貌で、ローマ風の衣装をまとったものであったが、最終段階でガトランチスを老けさせたデザインに変更され、ズォーダーとしてデザインされていた人物はゴーランドとして使用された。また、名前の由来はソードから来ていると言われている。
なお、「ズォーダー」を正しく発音すれば「ゾーダー」に近い発音となるが、作中では「ズオーダー」と発音されている。

## 劇中での登場
さらば宇宙戦艦ヤマト 愛の戦士たち
2201年、白色彗星の進路上にある星々を征服し、銀河系に侵略を進める。帝国の脅威となる反物質世界の住人テレサをテレザート星に幽閉するが、ヤマトにテレサを解放されてしまう。
地球攻略を命じたバルゼーが地球艦隊の反撃で前衛艦隊を喪失すると彼を叱責し、自ら白色彗星で地球艦隊を全滅させ、地球に「無条件降伏か絶滅か」の二者択一を要求する。ヤマトの波動砲の一点集中砲撃によって白色彗星の高速中性子ガスを除去されるが、出現した都市帝国から「敵ながらここまではよくやった」と語り、ヤマトへの攻撃を命令する。
ヤマトクルーの都市帝国内部突入作戦により動力炉を破壊され、白色彗星に続き都市帝国も崩壊するが、その内部から超巨大戦艦が出現する。ズォーダーは勝利を確信して大笑するが、古代進は文字通り命を賭して戦うことを決意するとテレサと共にヤマトを特攻させ、超巨大戦艦と共に一筋の閃光を残して宇宙に消える。
若桜木虔による小説版では「ズオーダー」と表記されている。
宇宙戦艦ヤマト2
第1話から登場。『さらば』と基本プロットは同じであるが、設定画では衣装の模様が簡略化され、若干老け顔になっている。性格も変更され、傍若無人な態度だけではなく、度量の大きさや武人として優れる一面も描かれている。また、デスラーを優秀な武人と認めて同盟を結ぶなどの相違点がある。
白色彗星の進路上にある星々を次々と征服し、2201年にアンドロメダ星雲を征服して銀河系に侵略を進め、次の目標を地球に定める。また、ヤマトに敗れて宇宙を漂流していたデスラーを救出して蘇生させた後、対等な軍事同盟を結ぶ。地球に対して極致に達した物質文明に言及したり、サーベラーら帝国大幹部たちがテレサを軽視する中で唯一、その力に敬意と畏怖を覚えている。
第18話では、サーベラーたちの陰謀で逮捕・投獄されていたデスラーが逃亡した際、それがサーベラーたちの陰謀に起因することを看破し、彼女たちを厳しく叱責する。本来ならばこの独断専行は処刑に値する行為だったが、地球への侵攻を本格化した段階であったことから、釘を刺すにとどめる。第25話では、サーベラーたちの怠慢で多くの兵士が死亡したことに憤激し、都市帝国からの脱出時には彼らを思うゆえにサーベラーたちを置き去りにして粛清する。また、第26話ではテレサの超能力によって最期を迎えるシーンも描かれるが、その際には無様にうろたえて絶叫している。

## PSゲーム版
PS版『さらば宇宙戦艦ヤマト 愛の戦士たち』に登場。初登場はストーリー13「テレザート宙域」。
服装のデザインを含む基本的な設定は『さらば』に準じており、デスラーとは対等な立場でこそなく呼称も「お前」であるものの、「ひとかどの武人」として敬意を払いつつ深い信頼を寄せるなど、彼への態度には『ヤマト2』の要素も含まれている。サーベラーがデスラーを敵前逃亡罪に陥れようとした際には、一言の弁明もしなかった彼に親衛艦を与えてサーベラーを厳しく叱責するなど、一旦は騙された『ヤマト2』よりさらに有能な支配者として描かれている。その反面、超巨大戦艦で地球への報復攻撃を行う際には、地球を長く苦しませようと主砲の威力を低減させるなど、残忍な一面が強調されている。『さらば』ルートでは、『さらば』同様に直接的な死亡の描写は無い。

## リメイクアニメ
『2202』に登場する。帝星ガトランティスを率いているが、地球へ侵攻する理由は『さらば』『ヤマト2』と異なっており、テレサの力を欲してテレザート星の侵略に取りかかる一方、彼女から地球へコスモウェーブが放たれていたことを知ったためという設定になっている。白色彗星の本体である「滅びの方舟」こと都市帝国やテレサの力を利用し、全宇宙のヒューマノイド（人間）を抹殺することを目的としている。
容姿は『さらば』『ヤマト2』に準じているが、髪型は毛先がさらに跳ね気味になり、眉毛の両端が頭髪とつながっていないなどの差異がある。服装も、『宇宙戦艦ヤマト2199 星巡る方舟』（以下、『星巡る方舟』）での方向性を引き継ぎ、『さらば』『ヤマト2』で描かれていた模様は本作では鎧状の凹凸となっている。
人間の「愛」の感情を「宇宙に争いをもたらす原因」とみなし、憎悪に似た感情で頑なに否定している。人間そのものに対しても「感情に踊らされて無益な争いを繰り返した末に自滅する存在」と評しており、個人の情愛に流されない人造生命である自分たちの愛こそが宇宙に秩序と調和をもたらすと主張する。普段は落ち着いた態度を取っているが、時々大声を上げて笑う、相手の行動に怒りを露わにするなど、感情というものを忌避嫌悪し、それにうとい様子を見せるガトランティス人の中では喜怒哀楽が激しい一面がある。特にサーベラーに対しては強い執着を持っている一面もあり、彼女の様子や言動に声を荒げるなど、普段の態度からは想像できないような感情的な行動を取ることもある。
戦うために生み出されたとされるガトランティス人の中では、サーベラーやミルと並んで特異な存在であり、異星人の死体から作った蘇生体や、他のガトランティス人と知覚を共有することで遠方の情報を集めたり、時に蘇生体を自爆させたりといったことができる。また、テレサと同じくコスモウェーブを扱うことができる。

### 出自・過去
出自は、ガトランティス人の創造主であるゼムリア人によって生み出された、「タイプ・ズォーダー」と呼ばれる、他のガトランティス人を統率する最上位の人造生命体である。感応波ネットワークによる兵士の統率や諜報戦へ対応するために、複雑な精神構造と膨大な記憶領域を持つ個体として造られた。それはもはや人間と同等と言える存在であり、オリジナルのシファル・サーベラーとの間に愛を育み、自身のクローンとなる赤子と3人で擬似的な家族関係を構築していた。当時の頭髪は黒くて長く、服装も中世期の王のそれを模したような格好をしていた。
約1000年前、「愛に縛られない自分たちこそ、公平で平和な社会を作れる」と考えて反旗を翻し、ガトランティス人に対する安全装置「ゴレム」を押さえるが、ゼムリア人たちにサーベラーと赤子を人質に取られ、彼女たちの命を守るべく取引に応じて情報を漏らしたことにより、反乱は失敗に終わる。しかし、ゼムリア人たちは約束を反故にし、サーベラーと赤子を殺害してしまう。妻子を愛する心がゆえに多くを失ったズォーダーは、「愛」、引いてはそれを有する人間という存在自体を否定するようになる。
生き残ったズォーダーはサーベラーの遺体とわずかに残ったガトランティス人たちを引き連れてゼムリアを脱出し、100年に亘る放浪の末、古代アケーリアス文明が残した破壊装置「滅びの方舟」を発見する。方舟を起動させるため、サーベラーを一時蘇生させたうえで彼女を方舟を動かす「巫女」にしようとするも、サーベラーは最終的にそれを拒否して消滅する。そこで、サーベラーのクローンである「純粋体」を生み出し、記憶を制限したうえで巫女としたことによって起動に成功すると、その力でゼムリア人を滅ぼして惑星を捕らえた。
本作ではズォーダーも他のガトランティス人と同様、クローニングによって世代を重ねているが、それだけでなく幼生体に歴代の記憶を引き継がせていることが第23話で明らかになった。自身の幼生体であるミルによれば、「歴代のズォーダーは千年分の記憶を引き継ぎつつも、それぞれに差異があった」とのことで、大帝を退いた先代のズォーダーは配下として仕えるようになり、諜報記録長官のガイレーンがこれに当たる。

### 劇中での活躍（リメイクアニメ）
第1話から登場。第2話でテレサが地球に向けてコスモウェーブを放ったことを知り、地球への侵攻を開始する。
第8話・第9話では、蘇生体となったロバート・レドラウズの肉体を使って古代と対面し、ガトランティスの出自や大義、そのためにテレサの力を求めていることを語る。古代たちが持つ「愛」がエゴであることを知らしめるため、第十一番惑星の避難民の中に蘇生体が紛れ込んでいることを明かし、「彼らを乗せたガミラス艦3隻のうち、助ける1隻を選べ」という選択を迫る。最終的には選択を拒否した古代と雪の行動に激怒して3隻とも沈めようと図るも、ヤマトの行動によって誰も犠牲にならず救出される。
第12話では、白色彗星をヤマトの直近にワープアウトさせてその力でヤマトを捕らえるも、桂木透子との共鳴によってオリジナルの記憶を取り戻したサーベラーに諭され、衝動的に彼女を絞殺する。その混乱の隙を突かれ、ヤマトに白色彗星からの脱出を許してしまった後、ガイレーンに新たなサーベラーを用意するよう伝える。
第17話以降では、新たなサーベラーの誕生と共に、地球への侵攻を本格化させる。第18話において地球側の物量が異常であることを訝しみ、「時間断層」の存在を感知すると、それを手に入れるべく行動を開始。まずは、白色彗星を土星圏にワープさせ、彗星およびその正体である都市帝国を以て地球艦隊を壊滅に追い込む。その後は、土星圏・火星圏を突破し、地球に迫る。
それと並行して、トランジット波動砲による彗星迎撃を試みたヤマトに対しては、蘇生体を通じた工作によって機関を停止させ、彗星内部へ呑み込む。しかし、偶然にも墜落した場所が惑星ゼムリアであり、そこの記憶装置を通じて「ゴレム」の存在がヤマトクルーたちの知るところとなってしまう。ヤマトを葬るべくゼムリアの破壊を命じるが、アンドロメダ改と銀河の活躍により、再びヤマトの脱出を許してしまう。
第24・25話で大帝玉座の間にやってきた古代と直接対峙し、当初は彼の説得に耳を貸さなかったが、流れ弾から自分を庇ったガイレーンの死に動揺する自分に気づき、自分たちも人間（愛を知る者）であったことを認める。しかし、それはズォーダーにとって、ガトランティスも抹殺対象に追加されたに過ぎず、自らゴレムを起動させ、ガトランティス人を全滅させてしまう。そして、自身は死ななかったことから都市帝国を操れる「人間」となったことを確信すると、システムと一体化して都市帝国を再構築し、「滅びの方舟」として完全復活させる。死による静寂を与えることで生の苦しみから解放することが自身の語る「愛」であると古代たちに語り、地球を破壊すべく動き始めるが、テレサを宿したヤマトの特攻を受けて滅びの方舟共々消滅し、1000年におよぶ絶望に終止符が打たれた。

### 備考
前作までの『宇宙戦艦ヤマト2199』『星巡る方舟』でも、直接の登場は無いがガトランティス人を束ねる大帝の存在が語られており、第21話や『星巡る方舟』の劇中において、「大帝」という言葉をガトランティス語で表す際に「ズォーダー」という単語が登場した。また、キャラクターデザインの結城信輝は、『星巡る方舟』制作時にサーベラーをデザインする際、大帝の初期稿も私的に描いていた。『2202』での容姿は、これに『星巡る方舟』を足した感じだという。